# دومينيك شيروود
دومينيك شيروود (بالإنجليزية: Dominic Sherwood)‏ هو موسيقي وعارض وممثل بريطاني، ولد في 6 فبراير 1990 في المملكة المتحدة. بدأ مشواره المهني سنة 2005.

## أعمال

### أفلام
- (2014) أكاديمية مصاصي الدماء[4][5]
- مسلسل صائدو الظل (2016-2019).

## وصلات خارجية
- دومينيك شيروود على موقع IMDb (الإنجليزية)
- دومينيك شيروود على موقع روتن توميتوز (الإنجليزية)
- دومينيك شيروود على موقع ألو سيني (الفرنسية)
- دومينيك شيروود على موقع أول موفي (الإنجليزية)
- دومينيك شيروود على موقع قاعدة بيانات الفيلم (الإنجليزية)
- دومينيك شيروود على موقع كينوبويسك (الروسية)